# قر ية الصوعي (نعمان)

تعديل مصدري - تعديل

قر ية الصوعي هي إحدى قرى عزلة الساحة بمديرية نعمان التابعة لمحافظة البيضاء، بلغ تعداد سكانها 60 نسمة حسب تعداد اليمن لعام 2004.